# 大象 (韓國電視劇)
《大象》，為韓國MBC於2008年1月21日至7月18日播出的MBC長篇家庭處境喜劇。由李文浩、宣惠允、金俊賢、崔興浩、李智善五名導演執導，以及與金均泰、孫根洙、朴俊亨、林秀美、金京熙、李美子六位編劇合作打造。本劇故事圍繞兩個背景完全不同家庭的日常生活去詮釋家庭溫暖和親情。

## 人物簡介

### 朱家
- 朱鉉 : 祖父
- 金昌淑 : 祖母
- 李炳俊 : 朱福萬，相燁和成鉉的父親，因長子關係從父親手上繼承一筆遺產。
- 文世潤 : 朱福壽，福萬的弟弟
- 金美京 : 相燁和成鉉的母親
- 李相燁 : 朱相燁，長子，就讀大學舞蹈系二年級，喜歡彩雅，為了經常可以見她而加入了武術和拳擊學會。
- 白成鉉 : 朱成鉉，次子，就讀高中二年級，賢智同班同學兼好友；經常在學校惹事生非和打架至臉青鼻腫，但看愛情漫畫會被感動到哭泣。

### 國家
- 權海驍 : 國英洙，彩雅、賢智和世榮的父親
- 韓彩雅 : 國彩雅，大女兒
- 李賢智 : 國賢智，二女兒
- 李世榮 : 國世榮，三女兒

### 租客
- 尹海英 : 海英
- 韓英 : 尹韓英 (中途加入)
- 金國振 : 國振 (中途出演)

| MBC 情境喜劇                                  | MBC 情境喜劇                              | MBC 情境喜劇 |
| --------------------------------------------- | ----------------------------------------- | ------------ |
|                                               | 大象 （2008年1月21日－2008年7月18日）     |              |
| 泡菜奶酪微笑 （2007年7月23日－2008年1月13日） | 可可島的秘密 2008年7月21日－2008年10月3日 |              |